# 福地教光
福地 教光（ふくち たかみつ、1981年（昭和56年）6月16日 - ）は、日本の俳優。北海道出身。

## 人物・来歴
釧路湖陵高校在学時に演劇部に所属し、本格的に演技を始める。
- 1999年（平成11年）- 釧路湖陵高校演劇部、北海道代表として山形市民会館で開催された第23回全国高等学校総合文化祭演劇部門（第45回全国高等学校演劇大会）に出場[3]。このとき本人は高校3年生であり、演劇部部長かつ生徒会長であった[4]。
- 2000年（平成12年）- 大阪芸術大学舞台芸術学科演技演出コースに進学、在学中に劇団「シアターシンクタンク万化」に所属。大学在学中より関西の小劇場に出演。
- 2004年（平成16年）
  - 大阪芸術大学を卒業。上京し、事務所に所属する[5]。
  - ミライ・アクターズ・プロモーション（現MIRAI PICTURES JAPAN）により製作された2005年に公開された映画『影』に精神科医・石井明彦役として出演。

- 2007年（平成19年）4月 - 大阪芸術大学OB・OGらによる劇団「兎町十三番地」の03公演『双六TANGO』に出演。劇団員となり、以降2009年4月の解散公演『ホロビウタ』まで全作品に出演[6]。劇団のパフォーマンスタイム「何卒タイム」では「メイド仮面」であった。

- 2009年（平成21年） - 各劇団が20分の短編を持ち寄り上演する大阪発の演劇イベントLINX'SのMCとなる。イベント発起人であり、プロデューサーでもある石田1967の依頼に応えたもの[7]で、2012年5月の04公演までメインMCを務めた（LINX'Sは2014年9月の開催を最後に現在休止中）。

- 2011年（平成23年）- 映画監督細川博司による演劇ユニットバンタムクラスステージが劇団化するにあたり旗揚げメンバーとして参加、以降2017年（平成29年）3月までバンタムクラスステージが劇団形態を取っていた約6年間を劇団員として支えた。

- 2013年（平成25年）9月 - 兎町十三番地の頃より活動拠点としていた大阪を離れ、再び上京。バンタムクラスステージの活動拠点も東京に移した。

- 2015年（平成27年）8月 - 黄金のコメディフェスティバル2015にて最優秀俳優賞を受賞。この受賞により、2015年9月12日深夜BS日テレにて放映された黄金のコメディフェスティバル2015グランプリ作品「七人の語らい／ワイフ・ゴーズ・オン」番組ナレーションを担当[8]。

- 2016年（平成28年）7月 - ドラゴンクエストライブスペクタクルツアーを紹介する昼の情報番組「ヒルナンデス!」VTRに登場キャラクターであるクリフトとして出演（福地教光のクレジット表示無し）。リハーサル会場を訪れたHey! Say! JUMPの八乙女光・有岡大貴を案内[9]。

- 2018年（平成30年）7月 - FNSうたの夏まつりトップバッター・小池徹平×ワンピース音宴「ウィーアー！」に登場キャラクターであるゾロとして出演（福地教光のクレジット表示無し）[10]。

- 2020年（令和2年） - 2021年（令和3年）放映テレビアニメ『逆転世界ノ電池少女』で声優としてのキャリアを開始。

- 2022年（令和4年）
  - 1月 - 2021年（令和3年）上演バンタムクラスステージ『エレモア・ムーブ』エレモア・ノートン役（主演）の演技で佐藤佐吉賞2021優秀主演俳優賞を受賞[11]。
  - 4月 - 映像分野においてPFH Entertainment inc.と業務提携[12]。
  - 7月 - 企画ユニットTKmeetsを立ち上げ、自身によるプロデュース公演『太陽にホエール』を開催[13]。本人は高校時代ぶりに演出も手がけ、1ステージのみリーディングライブとし出演（朗読作品は声劇台本である『ハッピーマリッジ相談所』および『十月の朝顔』）。

- 2023年（令和5年）
  - 3月 - 自身の企画ユニットTKmeets第2回公演『Blue Bird』を開催。第1回公演『太陽にホエール』に続き本人が演出を手がけ、1ステージのみリーディングライブとし出演（朗読作品は第1回公演に引き続き声劇台本である『三十路な僕らは墓石を超えて』『丑刻カレー参り』『やおらに縺れる糸先は』の3作）。
  - 9月 - 初のニチアサ出演。『仮面ライダーガッチャード』9話・10話でマルガム（当作品内での怪人の呼称）となり、アフレコも担当[14]。

- 2024年（令和6年）12月 - 自身の企画ユニットTKmeets第3回公演『短編集:ママがサンタにキス・マイ・アス』を開催。第3回公演も本人が演出を手がけ、1ステージのみリーディングライブとし出演。

- 2025年（令和7年）1月 - 配信サービスPococha上でライバー（配信者）「たかみつさん」として配信を開始。翌2月開催の新人戦にて2位入賞し、同年4月21日から4月27日まで池袋駅広告に掲載。

- 特技 誰とでもすぐ友達になれる、マッサージ

- 趣味 映画・演劇・アニメ鑑賞、パン屋巡り、ダンス、美味しそうなお店を探すこと

- 名前について「当て字です誰も読めません」「気に入っています」との本人の記述がある[15]。

## 出演

### 舞台
2025年
- （予定）10月29日 - 11月3日 ： 『リヒテンゲールと二つ国の詩』Jungle Bell Theater
- （予定）10月8日 - 13日 ： 『クリームチーズクラッカーズ』竹内尚文プロデュース
- （予定）8月30日 - 31日 ： 『Maschera -この愛は、血を越える-』SOULcouture
  - 2024年5月出演舞台の再演作。
- 7月24日 - 30日 ： 『盲人書簡◉上海編』PSYCHOSIS / サイコシス
  - 明智小五郎役。
  - キャリア初の寺山修司作品。公演は寺山修司生誕90年記念認定事業。
- 6月3日 - 8日 ： 『夜行万葉録・巳』Jungle Bell Theater
- 4月15日 - 20日 ： 『がらんどうのしにすとら』 -ヨドミ-
- 2月15日・16日 ： 『青龍伝説』カフェゲキ(劇)館林

2024年
- 12月6日 ： （演目未発表）TKmeets
  - 自身のプロデュース団体「TKmeets」による『短編集:ママがサンタにキス・マイ・アス』公演期間中、12月6日14時～回の1ステージのみリーディングライブを開催。本人が2作を読んだ。（全3作。1作はゲスト2名のみ出演）
- 10月18日 - 23日 ： 『サラマンドラの星空』Jungle Bell Theater
  - ダブルチーム制。空チームに出演。
- 9月6日 - 9日 ： 『うみねこのなく頃に〜Stage of the golden Witch〜Episode4』進戯団夢命クラシックス
  - 2024年2月上演のEpisode3に引き続き右代宮留弗夫役。
  - -UNtrueth-と-End me.-の前後編（2本立て）公演。
- 8月24日 ： 『魔王と賢者の転生TOCHIGIライフ』癒しのマルシェ実行委員会
- 8月11日 - 8月18日 ： 『舞台Collar×Malice -deep cover-』舞台『Collar×Malice』製作委員会
  - これまでの舞台シリーズに引き続き森丘創役。2023年5月上演舞台版完結後の2023年5月・6月に前後編で公開された劇場版アニメ『劇場版 Collar×Malice -deep cover-』を舞台化。
- 6月5日 - 9日：『ジャック・モーメント』アメツチ[16]
  - バンタムクラスステージが2011年2月・2014年3月に上演した作品を他団体が主催し上演。本人の本作への出演は3回目で、3回ともダニー・ビンゴ役を演じた[17]。
- 5月3日 - 4日 ： 『Maschera -この愛は、血を越える-』SOULcouture
- 3月20日 - 24日 ： 『棄民の島』CROWNS
- 2月22日 - 25日 ： 『うみねこのなく頃に～Stage of the golden Witch～Episode3』進戯団夢命クラシックス
  - 右代宮留弗夫役。

2023年
- （延期[18]）12月14日 - 24日 ： 『DOLL』FULLFLASH
  - ダブルチーム制でB teamに刑事役で出演予定だったが公演延期となった。
- 11月30日 - 12月3日 ： 『クリスマス・キャロル[19]』株式会社清月エンターテイメント
  - ダブルチーム制。キャロルチームで主人公スクルージが第一の精霊に見せられる過去の自分自身役と主人公の甥フレッド役を務めた。
- 11月25日・26日 ： 『思い出の学校[20]』サヨナラワールド
  - 2作うち『禁じられたヒラエス』に出演。イマーシブシリーズと銘打つ廃校の一室でのマルチストーリー形式ミステリー。先生役として進行役を務めた。
- 10月28日・29日 ： 『劇場の魔法[21]』株式会社清月エンターテイメント
  - 朗読劇。全15エピソードうち「あと一つ足りない」「今日だけアドリブ」「プレゼントはあとで」「劇場の魔法」の4エピソードを担当。
  - プロデューサーが8月『夜行万葉録・戌』を観劇しオファー[22]。
- 10月6日 - 9日 ： 『塩さえ送れりゃそれでいい』三年物語Neo
- 9月5日 - 10日 ： 『トラベルモード』sitcomLab
- 8月9日 - 14日 ： 『夜行万葉録・戌』Jungle Bell Theater
  - 2本立て公演の片方のみ出演。
- 7月19日 - 23日 ： 『スペーストラベロイド』collaboLab
- 5月14日 - 21日 ： 『舞台Collar×Malice -柳愛時編-』舞台『Collar×Malice』製作委員会
  - シリーズ完結作。2021年9月上演の前々作・2022年12月上演の前作に引き続き森丘創役。
- 4月28日 ： 『雪古森の春』ねことユリイカ
  - 日替わりゲスト。4月28日の2ステージに出演。
- 3月31日 ： 『三十路な僕らは墓石を超えて』『丑刻カレー参り』『やおらに縺れる糸先は』TKmeets
  - 自身のプロデュース団体「TKmeets」による『Blue Bird』公演期間中、3月31日14時～回の1ステージのみリーディングライブを開催。本人が出演し3作を朗読。
- 2月23日 ： 『アナザーエンディング』モンコックハウス
  - 作品は2023年2月出演舞台『ナラティブ・アプローチ』の前日譚。日替わりゲスト出演者およびアフタートークゲストとして2月23日の1回のみ出演。
- 2月1日 - 4日 ： ウブスナvol.1『ナラティブ・アプローチ』アメツチ

2022年
- 12月22日 - 28日 ： 『舞台Collar×Malice -白石景之編-』舞台『Collar×Malice』製作委員会
  - 2021年9月上演の前作に引き続き森丘創役。
- （降板）8月31日 - 9月4日 ： 『OH! Myゴースト』東京ハイビーム
  - 本人の新型コロナウイルス感染により稽古参加が叶わず降板。
- 7月29日 ： 『ハッピーマリッジ相談所』『十月の朝顔』 TKmeets
  - 自身のプロデュース団体「TKmeets」による『太陽にホエール』公演期間中、7月29日14時～回の1ステージのみリーディングライブを開催し2作品をゲスト女優と朗読。本人が出演。
- 7月9日：『恋の遠心力』朝劇恵比寿
  - ゲスト出演。
- 6月18日 ： 『夢を盗みて』STAR☆JACKS
  - 6月18日18時～回のみ出演（回替わりゲスト）。
- 3月12日 - 3月21日 ： 本能バースト演劇『sweet pool』本能バースト演劇「sweet pool」製作委員会
  - 姫谷浩平役。ボーイズラブ18禁アドベンチャーゲーム「sweet pool」の舞台化作品。

2021年
- 12月21日 - 12月28日 ： 『ウエスタンモード』WBB
- 12月9日 ： 『ジャングルジャングル6』ピーズラボ（アイビス・プラネット）
  - 2本公演のうち『尋問』の日替わり主演として出演。
- 10月22日 - 10月31日 ： 『エレモア・ムーブ』バンタムクラスステージ
  - この演技で佐藤佐吉賞2021優秀主演俳優賞を受賞[11]。作品は最優秀作品賞を受賞[23]。
- 9月9日 - 9月14日 ： 舞台『Collar×Malice -榎本峰雄編＆笹塚尊編-』舞台『Collar×Malice』製作委員会
  - 森丘創役。恋愛サスペンスアドベンチャーゲーム「Collar×Malice」の舞台化作品第2弾。当初2020年5月上演予定だった作品の延期公演に当初の配役のまま出演（下記2020年出演舞台参照）。
- 7月22日 - 7月25日 ： 『アンダーグラウンド・アンソロジー』イマシブ合同会社
  - オムニバス短編集。バンタムクラスステージ細川博司作品3本を上演（いずれも再演）。本人は3本のうちバンタムクラスステージ過去上演作品2本『几帳面独白道化師-キチョウメンドクハクピエロ』『THE JUGGERNAUT-ジャガーノート』に出演。『几帳面独白道化師』への出演は初。『ジャガーノート』への出演は4度目。
- 7月2日・3日 ： 『星と光の旅』アイエス・フィールド
  - 朗読劇。公演は7月2日から4日まで全8回だが本人出演はそのうち半数の4回（2日16時～の1回と3日の3回）。
- 5月15日 - 5月23日 ： 『蝶の筆』CROWNS
  - 当初5月12日からの公演を予定していたが2021年4月25日から5月11日まで東京都ほかに緊急事態宣言が発出されたことを鑑み5月12日から16日までの有観客公演を中止。その後緊急事態宣言が5月31日まで延長されたが5月15日・16日は劇場での無観客配信公演[24]とし5月17日から23日まで劇場で有観客公演を実施[25]。
  - 公演終了後の5月24日から2週間後の6月6日まで5月14日収録の映像を有料配信。
- 4月14日 - 4月18日 ： 『ブレインズ・グラフィティ』イベント企画OZ
- 3月11日 - 3月21日 ： 『サンサーラ式葬送入門 -自在篇-』舞台『サンサーラ式葬送入門』実行委員会
  - 本人が出演した2017年3月上演同名作品の再演作品（配役は変更）。先んじて2月にオール女性キャストバージョン「普賢篇」が上演された。

2020年
- 12月8日 - 12月11日 ： 『マリッジディープブルー』アイエス・フィールド
  - 本人が出演した2016年9月上演バンタムクラスステージ短編集内1作品の再演作品。無観客で上演、配信のみ（ライブ配信とアーカイブ配信）。
- 8月26日 - 8月30日 ： 『スペーストラベロイド』舞台『スペーストラベロイド2020』製作委員会
- （延期）7月22日 - 7月26日 ： 『ショコラ・スイート・ビター・ダイ・アンド・アフター・ペインテッド』丸蜂運送株式会社プロデュース
  - 新型コロナウイルス（COVID-19）感染症感染状況を鑑み公演を無期限延期[26]。
- （中止）6月20日 - 6月28日 ： 『R老人の終末の御予定』『コチラハコブネ、オウトウセヨ』ポップンマッシュルームチキン野郎
  - 新型コロナウイルス（COVID-19）感染症流行状況を鑑み公演中止[27]。
- （延期）5月2日 - 5月17日 ： 舞台『Collar×Malice -榎本峰雄編＆笹塚尊編-』舞台『Collar×Malice』製作委員会
  - 森丘創役。恋愛サスペンスアドベンチャーゲーム「Collar×Malice」の舞台化作品第2弾。
  - 新型コロナウイルス（COVID-19）感染症拡大状況を鑑み全公演延期[28]。
  - 延期公演は2021年9月9日-14日[29]。2021年6月8日、本人が延期公演にも出演予定であることが発表された[30]。
- 3月11日 - 3月29日 ： 『愛する母、マリの肖像』T-works
  - 実在したフランスの物理学者ポール・ランジュバン役。作品はキュリー夫人の後半生を娘の視点からえがいたもので、劇団チョコレートケーキの古川健による新作。
  - 東京公演 3月11日 - 3月15日
  - 大阪公演 3月27日 - 3月29日

2019年
- 12月18日 - 12月22日 ： 『僕と死神くん』『KNOCK KNOCK KNOCK 或いは別れた記憶たち』ポップンマッシュルームチキン野郎
  - 長編『僕と死神くん』では1役、短編集『KNOCK KNOCK KNOCK 或いは別れた記憶たち』では声のみの出演含む7役を演じた。
  - ポップンマッシュルームチキン野郎作品には動植物、家電、身の回り品等人間ではない役が登場する。本人はこれまでの出演作において人間の役を演じてきたがこれら人間ではない役を希望しており（2019年5月出演『殿はいつも殿』パンフレット内座談会にて発言）、本作『僕と死神くん』において希望通りネコの役を演じた。
- 11月27日 - 12月1日 ： 『eleven2019』聖地ポーカーズ
  - 友情出演。
- 11月7日 - 11月10日 ： 『コウト・イン・ザ・ネット ～Caught in the Net～』ファルスシアター
  - スタンリー・ガードナー役（Ｗ主演）。
- 10月10日 - 10月14日 ： 『キャッシュ・オン・デリバリー』シザーブリッツ
  - ドクター・チャップマン役。16年ぶりの翻訳劇出演であった（16年前の翻訳劇出演は大阪芸術大学の卒業公演「恋の冷凍保存」）[31][32]。
  - 令和元年東日本台風（台風19号）の影響により2公演が公演中止、1公演が上演開始時刻を2時間遅らせての上演となった。
- 8月5日 - 8月12日 ： 『舞台 乱歩奇譚 Game of Laplace～怪人二十面相～』シザーブリッツ
  - 2017年4月上演の第一作、2018年4月上演の第二作に引き続きナカムラ役。この第三作が舞台版の完結編。
- 5月16日 - 6月2日 ： 『殿はいつも殿』ポップンマッシュルームチキン野郎
  - タイトルの読みは「しんがりはいつもとの」。3役を演じた。
  - 東京公演 5月16日 - 5月26日
  - 大阪公演 5月30日 - 6月2日
- 4月6日 - 4月14日 ： 『悪ノ娘』amipro
  - キール役。作品はVOCALOID楽曲「悪ノ娘」から派生したミュージカル作品であり2017年初演作品の再演作品。
  - 4月10日終演後トークショーに登壇。キール役は歌唱パートの無い役であったが作曲家に確認を取ったうえでみずから台詞にメロディをつけ歌い上げたことを披露。
- 1月30日 - 2月7日 ： 『COSMOS』SOARS MUSICAL PROJECT
  - ミュージカル作品。

2018年
- 12月21日 - 12月25日 ： 『クロッシング・クリスマス・クリアランス（完全版）』バンタムクラスステージ
  - 2015年8月黄金のコメディフェスティバルにて最優秀俳優賞を受賞した際に演じた役と同じレニー（レナード・ハイネ）役。
- 10月5日 - 10月14日 ： 『リミット・オブ・タイムラグ』RINCO
- 6月6日 - 6月10日 ： 『山茶花』ENG
- 4月13日 - 4月22日 ： 『舞台 乱歩奇譚 Game of Laplace～パノラマ島の怪人～』シザーブリッツ
  - 2017年4月上演の前作に引き続きナカムラ役。
- 3月7日 - 3月11日 ： 『舞台 ストロボライト』PigNoN
  - 本人主演の映画『ストロボライト』を舞台化。映画については後述の出演映画『ストロボライト』項を参照。
- 1月18日 - 1月21日 ： 『あの子の宿題』犀の穴プロデュース

2017年
- 12月2日 ： 『D・ミリガンの客』劇団6番シード
  - 12月2日のみの日替わりゲスト出演。
- 11月15日 - 11月20日 ： 『クレプトキング』DMF／ENG
- 6月14日 - 6月25日 ： 『ペーパーカンパニー ゴーストカンパニー』OIL AGE OSAKA+TOKYO
  - 東京公演 6月14日 - 6月18日
  - 大阪公演 6月21日 - 6月25日
- 5月3日 - 5月7日 ： グリーンミュージカル『LADYBIRD, LADYBIRD』シアターグリーン
  - キッズミュージカル。
- 4月12日 - 4月16日 ： 『舞台 乱歩奇譚 Game of Laplace』シザーブリッツ
  - ナカムラ役[33]。
- 3月1日 - 3月5日 ： 『サンサーラ式葬送入門』シアターKASSAIプロデュース公演
- 1月13日 - 1月19日 ： 『憑依だよ！栗山ハルコさん！』ホットポットクッキング
  - 劇中でミュージカルシーン（独唱）を披露。

2016年
- 11月2日 - 11月6日 ： 『億秒くんの羨望道中』チャーミーゴリラ
- 10月6日 - 10月10日 ： 『最終兵器ピノキオ、その罪と罰──ミラージュ・イン・スチームパンク──』X-QUEST
- 9月10日 - 9月19日 ： 『THE SHORT CUTs SEVEN. 』バンタムクラスステージ
  - 番外公演、短編集。『わたしのラベル（再）』『マリッジ・ディープ・ブルー 改訂版』の2作品に出演。
- 4月29日 - 5月2日 ： 『失神タイムスリドル』ホットポットクッキング
- 3月23日 - 4月3日 ： 『誤人』企画演劇集団ボクラ団義
- 3月20日 ： 『朝が起きたら』朝劇下北沢
  - ゲスト出演。
- 2月19日 - 2月28日 ： 『ルルドの森（平成二十八年版）』バンタムクラスステージ
- 1月15日・17日・21日 ： 『曇り眼のペテルギウス』福地教光×新井幸雨
  - APOFES2016参加作品。キャリア初の一人芝居。脚本演出は新井幸雨。

2015年
- 11月26日 - 12月6日 ： 『ミキシング・レディオ』OIL AGE OSAKA+TOKIO
  - 東京公演 11月26日 - 11月30日
  - 大阪公演 12月2日 - 12月6日
- 10月28日 - 11月3日 ： 『新釈・ロクモンセン -真田十勇士伝説-』4121
- 9月24日 - 10月5日 ： 『ふたりカオス』劇団6番シード
- 8月20日 - 8月30日 ： 『クロッシング・ハニーズ』バンタムクラスステージ
  - 黄金のコメディフェスティバル2015参加作品。レニー役で最優秀俳優賞を受賞。
- 7月1日 - 7月5日 ： 『アンソロジー～この歌にねがゐをこめて』ACRAFT
- 5月14日 - 5月25日 ： 『かべぎわのカレンダリオ』バンタムクラスステージ
  - A公演『マレーネの晩秋』とB公演『ラウラの夏』の抱き合わせ公演。
- 2月22日 - 3月1日 ： 『独りぼっちのブルース・レッドフィールド』ポップンマッシュルームチキン野郎
- 1月21日 - 1月25日 ： 『D・ミリガンの客』OIL AGE OSAKA

2014年
- 10月11日 - 10月26日 ： 『I LOVE LIFE』空飛ぶ猫☆魂
  - 東京公演 10月11日 - 10月13日
  - 北海道公演 10月25日 - 10月26日
- 9月18日 - 9月28日 ： 『シャンタンスープ』バンタムクラスステージ
  - 黄金のコメディフェスティバル2014参加作品。
- 8月20日 - 8月31日 ： 『6C×BCS 夏のショートストーリーズ』劇団6番シード・バンタムクラスステージ
  - 短編集。『天気と戦う女』『ジャガーノート』『バスケットボールダイアリー』『サザンクロスの咲く丘』の4作品に出演。
- 7月17日 - 7月28日 ： 『0号 -2014-』ゲキバカ
  - 東京公演 7月17日 - 7月21日
  - 大阪公演 7月25日 - 7月28日
- 5月2日 - 5月11日 ： 『オレンジ新撰組リターンズ』劇団6番シード
- 4月16日 - 4月20日 ： 『恋する、プライオリティシート』タンバリンステージ
- 3月12日 - 3月16日 ： 『JACK-MOMENT』バンタムクラスステージ
- 2月20日・21日 ： 『桜×心中』ブラック★タイツ
  - ゲスト出演。
- 1月23日・25日 ： 『Dear Friends』劇団6番シード
  - 大阪公演の2ステージのみゲスト出演。

2013年
- 12月6日 - 12月9日 ： 『クロッシング・クリスマス・クリアランス』バンタムクラスステージ
  - バンタムクラスステージ東京移転後初の本公演。番外公演『クロッシング・マナー』との抱き合わせ公演。
  - 2015年にスピンオフ作品2作品を上演（黄金のコメディフェスティバル2015参加作品として『クロッシング・ハニーズ』、2015年12月29日劇団イベントにて『クロッシング・テオドア』）。
- 6月12日 - 6月17日 ： 『おぼろ』STAR☆JACKS
- 3月22日 - 3月25日 ： 『ハーメルンの記憶』バンタムクラスステージ
  - バンタムクラスステージ最後の大阪公演。
- 1月18日 - 1月20日 ： 『短篇集：几帳面独白道化師』バンタムクラスステージ
  - 『チェーホフの銃』『ジャガーノート』『エドゥアルド・ウルリヒ教授の鎮痛剤』の3作品に出演。

2012年
- 10月19日 - 10月21日 ： 『Trick or Story』ムーンビームマシン
- 9月7日 - 9月9日 ： 『ルルドの森』バンタムクラスステージ
- 6月13日 - 6月17日 ： 『ギブミーテンエン～昭和29年のクリスマス』劇団6番シード
  - 当時大阪在住であったが劇団6番シード代表で作・演出の松本陽一が2011年の『短編集：エドゥアルド・ウルリヒ教授の鎮痛剤／他』を見て「ガク（主人公）がいた！」と感じオファー、東京での客演（主演）に至った[34]。
- 5月18日 - 5月21日 ： 『ジャガーノート』バンタムクラスステージ
  - LINX'S-04公演-参加作品。『ジャガーノート』出演とLINX'S-04公演-メインMCの両方をこなした。
- 4月13日 - 4月15日 ： 『The BAPTIST's Code.／洗礼者の接吻』バンタムクラスステージ
- 2月15日 - 2月17日 ： 『半神』ブラック★タイツ

2011年
- 12月9日 - 12月12日 ： 『THE MOON BEAM MACHINE』ムーンビームマシン
  - 4本立て公演うち短編作品『ソラカラノ』のみに出演（友情出演）。
- 11月11日 - 11月13日 ： 『夏嵐』激富
- 9月29日 - 10月2日 ： 『短編集：エドゥアルド・ウルリヒ教授の鎮痛剤／他』バンタムクラスステージ
  - バンタムクラスステージ初の東京公演。第23回池袋演劇祭参加作品、優秀賞受賞[35]。
- 5月20日 - 5月22日 ： 『DOLLY』ムーンビームマシン
- 4月15日 - 4月17日 ： 『暗殺者の預言と預言者の暗殺』バンタムクラスステージ
  - LINX'S∞VIBE'S参加作品。『暗殺者の預言と預言者の暗殺』出演とLINX'S∞VIBE'SメインMCの両方をこなした。
- 3月11日 - 3月13日 ： 『静けさ（再演ver.）』ザ・パンタロンズ
  - 公演初日に東日本大震災が発生。大阪での公演であり影響なく上演した。
- 2月11日 - 2月14日 ： 『JACK-MOMENT／宴のあと』バンタムクラスステージ
- 1月14日 - 1月16日 ： 『Jack In The Box』ムーンビームマシン×劇団大穴

2010年
- 12月22日 - 12月26日 ：『CMの憂鬱』劇団大穴
- 10月30日 - 10月31日 ： 『ジャン・ジェンキンスの椅子』ムーンビームマシン
- 6月22日 ： 『ナックルカーブをお見舞いするぜ！』メカ万化
  - 火曜日のゲキジョウ30×30にて30分の短編を1日に2回上演。組み合わせは「はちきれることのないブラウスの会」の『S.O.S.（仮）』。
- 3月13日 ： 『ジュウニニン』劇団大穴
  - ゲスト出演。
- 3月5日 - 3月8日 ： 『THE KISS,grants a name.(to you)／とはずがたりのマリア』バンタムクラスステージ
- 2月4日 - 2月14日 ： 『ザ・ベストマンションシリーズ VOL.2F』コメディユニット磯川家
  - 3本立て公演うち『期間限定のカタヲモイ』のみに出演。

2009年
- 8月14日 - 8月16日 ： 『カラフルヒップ』TABACCHI
- 7月10日 - 7月12日 ： 『ポケットに、いつも。』ATLAS
- 4月15日 - 4月20日 ： 『ホロビウタ』兎町十三番地
- 2月6日 - 2月8日 ： 『ルルドの森（再）』バンタムクラスステージ

2008年
- 9月3日 - 9月8日 ： 『家族前奏曲』兎町十三番地
- 3月6日 - 3月10日 ： 『メリーゴーランドフーガ』兎町十三番地

2007年
- 10月16日 - 11月4日 ： 『キリエ・カルテット』兎町十三番地
  - 10月16日 - 10月22日 大阪公演
  - 11月2日 - 11月4日 東京公演
- 4月5日 - 4月9日 ： 『双六TANGO』兎町十三番地

2001年
- 6月 ： 『捏造 大塩革命伝』
  - シアターシンクタンク万化初出演作。
- 4月 ： 『寄辺無者～アンタッチャブル～』バンタムクラスステージ
  - バンタムクラスステージ初出演作。当時学生で19歳だったがアメリカのギャングのボスアル・カポネ役であった。

### 特撮テレビドラマ
2024年
- 7月14日・21日放映『仮面ライダーガッチャード』東映
  - 44話・45話ゲスト、9話・10話に引き続き矢吹恭一役。下の名前「恭一」は9・10話時には無く、再登場にあたり付け加えられた[36]。

2023年
- 10月29日・11月12日放映『仮面ライダーガッチャード』東映
  - 9話・10話ゲスト・矢吹役[37][14]。

### テレビアニメ
2021年
- 10月11日 - 12月27日： 逆転世界ノ電池少女 - 宗方安寿 役[38]
  - アニメ声優デビューはシリーズ構成・上江洲誠が舞台『乱歩奇譚 Game of Laplace』での演技を評価し勧誘したことで実現[39]。

### CM
2022年
- 4月15日 - ： ヤマダデンキ Tecc LIFE SELECT

2021年
- 4月28日 - ： 「ディズニーマジカルスマートノート」セガトイズ

### バイノーラル配信オーディオドラマ
2022年
- 11月24日 - ： 『地球防衛軍E.L.V.』
  - 平田ハヤテ役。
  - 全12話。全編バイノーラル録音。ポッドキャストとASMR専用動画サービス「ZOWA」で配信中。

### 配信映像
2021年
- 1月2日 - 1月24日 ： 『メキシカン・スタンドオフ～イースト＆ウエスト～』バンタムクラスステージ
  - バンタムクラスステージの配信向け短編映像作品「BANTAMclassSHOTtales.」#R1として期間限定で有料配信。

### リモート演劇
2020年
- 6月20日・21日 ： 『信長のリモート 武将通信録』笑の内閣
  - 明智光秀役。Zoomによるリモート演劇をツイキャスでライブ配信（URLとパスワードをチケット購入者に知らせる形式で有料配信）。配信映像がライブ配信の翌日昼以降約2週間再生可能かつ新規購入可能であった。
  - 6月20日配信のシナリオ1『本能寺のzoom』、6月21日配信のシナリオ2『麒麟がこぬ』双方に出演。

### 映画
2023年
- 『姉、32歳 行方不明』 監督／片元亮
  - 一ノ瀬役。
- 『ジャガーノート[40]』 監督／山岸謙太郎
  - 水野役。
  - バンタムクラスステージで複数回上演され本人も複数回出演した短編『ジャガーノート』を映画化。演劇では米国シカゴが舞台だが日本人が演じるにあたり舞台を日本に変えてリライト。ラストシーンに演劇版には無い追加のエピソードが加わっている。

2020年
- 『Deep Logic ディープロジック[41]』 監督／山岸謙太郎
  - 警視 フクチ管理官役。
  - もとは劇団6番シードが自主制作映画団体Project Yamakenに依頼した映画予告風の劇団プロモーション映像のみであったものをファンからの要望を受け実際に劇団6番シードとProject Yamakenが長編映画として製作。本人は劇団プロモーション映像時よりフクチ管理官役として参加[42]。ただし劇団プロモーション映像時のみ特殊部隊SAT隊員としても出演、アジト突入時の映像は本人が口にくわえたカメラで撮影したもの[43]。長編映画は約30分を撮影・編集のち一般客向けの上映会を行いその収益で次の約30分を撮影するというスタイルで2016年（平成28年）から2018年（平成30年）にかけ4シーズンの撮影および4度の上映会を実施、第1弾から第4弾までの映像を再編集し完成。

2016年
- 『新宿ミッドナイトベイビー』 監督／寺西一浩
  - IT社長 トオル役。

2015年
- 『ストロボライト』（主演） 監督／片元亮
  - 刑事 小林秀役。この演技により、映画評論家上野昴志が2015年第89回キネマ旬報ベスト・テン新人男優賞に推挙。
  - 映画は2012年完成の自主制作映画であり、2013年・2014年に大阪・京都・兵庫（2013年宝塚市、2014年神戸市）の三都市で二巡ロードショーののち2015年に東京・横浜・名古屋・群馬県高崎市でロードショー。

2005年
- 『影』 監督／湯本美谷子
  - 精神科医 石井明彦役。

### ショー
2018年
- ワンピース音宴 ～イーストブルー編～[44]
  - ロロノア・ゾロ役[45][46]。

2017年
- ユニバーサル・スタジオ・ジャパン ワンピース・プレミア・サマー
  - ワンピース・プレミアショー2017
  - ワンピース・ウォーターバトル（路上ショー）

2016年
- ドラゴンクエストライブスペクタクルツアー
  - クリフト役[47]。

2013年
- '13食博覧会・大阪

- ユニバーサル・スタジオ・ジャパン ワンピース・プレミア・サマー
  - ワンピース・プレミアショー2013
  - 海賊掃討作戦（路上ショー）

2012年
- ユニバーサル・スタジオ・ジャパン ワンピース・プレミア・サマー
  - ワンピース・プレミアショー2012
  - WANTED（路上ショー）

### 演劇イベントLINX'S MC
- LINX'S TOKYO 2012年（平成24年）10月28日
  - ピンチヒッターで急遽10月28日のみMCを担当。これが最後のLINX'S参加となった。
- -04公演- 2012年（平成24年）5月18日 - 5月21日
  - バンタムクラスステージ二度目の出場、MCを務めながら出演。
- -03公演- 2011年（平成23年）11月18日 - 11月21日
- LIN'XS∞VIBE'S 2011年（平成23年）4月15日 - 4月17日
  - 番外公演。このとき初めてバンタムクラスステージが出場、MCを務めながら出演も果たした。
- -02公演- 2010年（平成22年）12月16日 - 12月19日
- -01公演- 2010年（平成22年）4月23日 - 4月25日
- -00公演- 2009年（平成21年）11月7日 - 11月8日